# Station Barry Links
Barry Links is een spoorwegstation in Barry in Angus in Schotland.
Het station is eigendom van Network Rail en wordt beheerd door ScotRail. Het station werd geopend op 31 juli 1851 als station Barry en omgenoemd naar station Barry Links op 1 april 1919 om verwarring te vermijden met een station in Barry (Wales). In 2015/16 was Barry Links het minst gebruikte station in het Verenigd Koninkrijk. Er stoppen twee treinen per dag in elke richting, behalve op zondag. 